# Paulsmühle

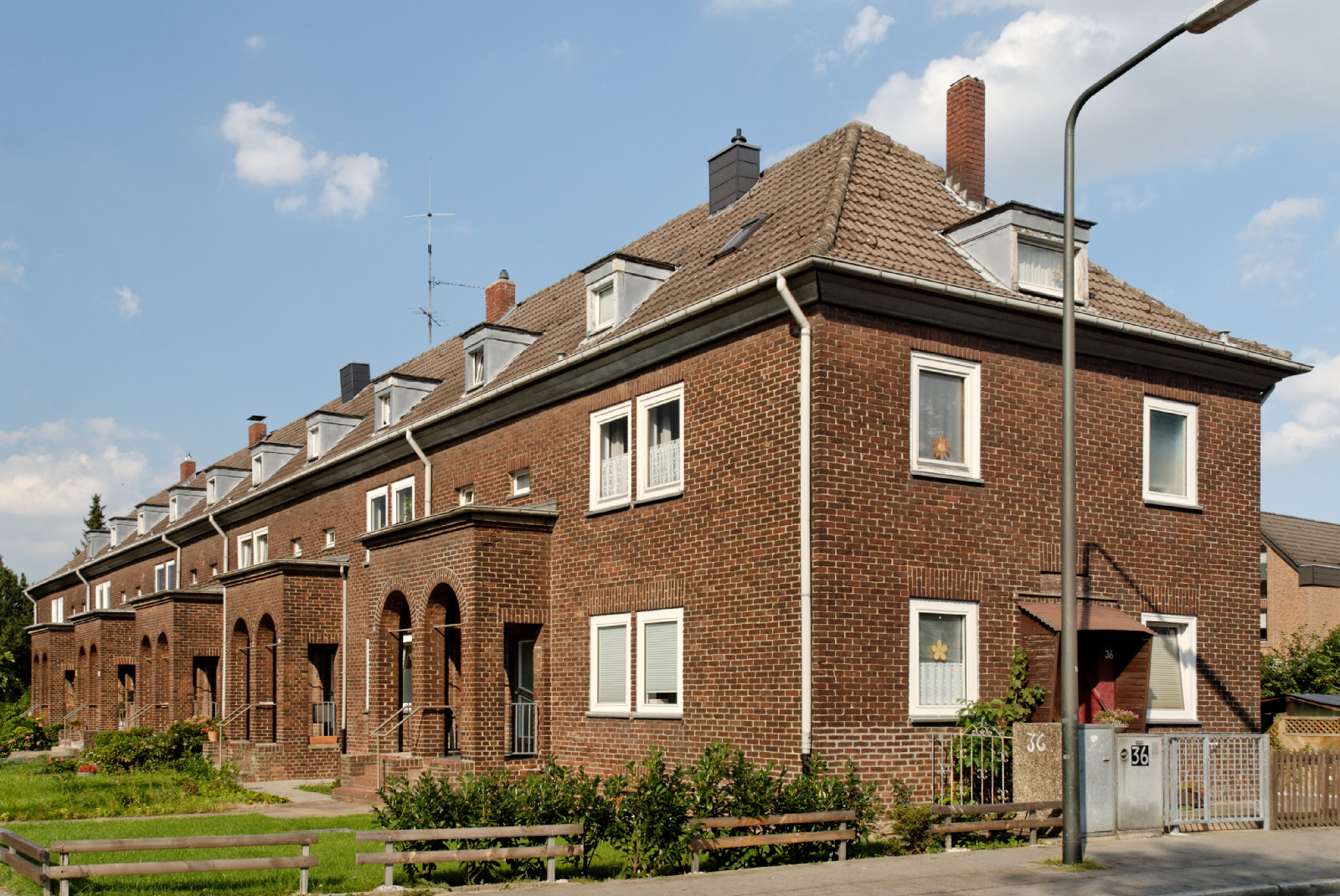
Denkmalgeschützte Arbeiterhäuser in der Einsiedelstraße

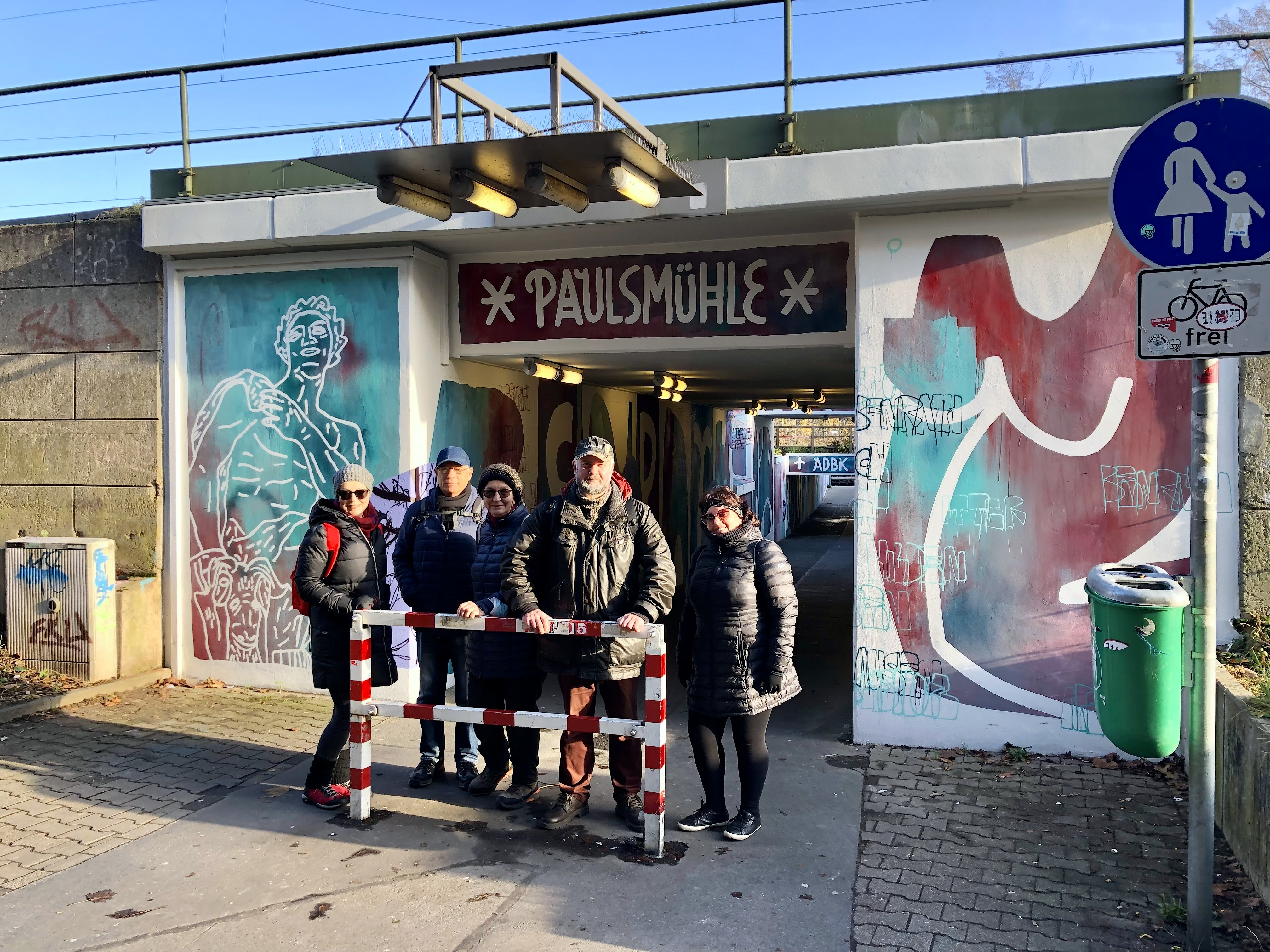
Bahnunterführung „Paulsmühle“ (2021)

Paulsmühle (auch Benrath-Ost genannt) war ein Ortsteil der ehemaligen Stadt Benrath, die 1929 nach Düsseldorf eingemeindet wurde. Paulsmühle ist heute ein inoffizielles Viertel innerhalb des Düsseldorfer Stadtteils Benrath. Die Paulsmühle wird im Osten von der A 59, im Westen von der Münchener Straße und der Bahnlinie, im Norden von der Forststraße und im Süden von der Bundesstraße 228 begrenzt.

## Geschichte
Paulsmühle entstand mit der Gründung der gleichnamigen Wassermühle, welche einst zum Schloss Benrath gehörte. Der Gründer der Mühle hieß wahrscheinlich Paul. Die Mühle stand im Bereich der östlichen Paulsmühlenstraße, am Rande des Waldes.
Sie war eine Wassermühle, die durch Wasser der Itter und des aus Hilden kommenden Mönchgrabens angetrieben wurde. Von der Itter wurde im Bereich der Horster Allee der erste Mühlengraben abgezweigt und in Richtung Mühle geführt, der zweite Mühlgraben wurde im Bereich der Straße „Am Buchholzerbusch“ abgezweigt und verlief dann direkt an der heutigen A 59, ebenfalls in Richtung der Wassermühle. So erhielt die Pauls-Mühle genügend Wasser, um ihren Betrieb aufzunehmen. Heute erinnert ein Brunnen aus drei stilisierten Mühlsteinen an der Ecke Paulsmühlen-/Telleringstraße an die Mühle.
Mit dem Bau des neuen und heutigen Benrather Schlosses in den Jahren 1755/56 wurde das Wasser der Itter mehrheitlich für die Speisung der neuen Weiher und Teiche des Schlosses benötigt und der Mühle somit entzogen. Der Mönchgraben alleine reichte nicht mehr aus, um den Betrieb aufrechtzuerhalten. Wenige Jahre später verschwand die Mühle dann auch. Die Mühlengräben und der Mönchgraben führen seit der allgemeinen Trockenlegung (nach 1945) und Begradigung der Itter kein Wasser mehr. Noch heute kann man jedoch teilweise die Gräben im Benrather Wald erkennen.
Einige Wohnhäuser entstanden bereits im Bereich der Mühle, doch erst mit der Industrialisierung (Firmen wie Capito, A. Friedr. Flender, Tellering, Klein, Demag, Krupp) begann die eigentliche Entwicklung des ehemaligen Benrather Ortsteils Paulsmühle. Es entstanden zahlreiche Arbeiterwohnungen und auch Siedlungen. Als interessant gilt hier insbesondere der nördliche Bereich der Straße „Am Wald“. Hier stehen Siedlungsbauten im schwäbisch anmutenden Stil. Nach dem Zweiten Weltkrieg entstanden auch bürgerliche Wohnbauten.
Im Jahr 1929 wurde Benrath in die Stadt Düsseldorf eingegliedert. Der Ortsteil Paulsmühle wurde kein eigenständiger Düsseldorfer Stadtteil. Er gehört heute zum Düsseldorfer Stadtteil Düsseldorf-Benrath und wird als Benrath-Ost bezeichnet.
1973 wurde die Paulsmühle um die Bungalowsiedlung am Mönchgraben erweitert. Anfang der 2000er Jahre wurden in der Paulsmühle zahlreiche Mietobjekte aus dem Bestand der Deutschen Annington an private Eigentümer verkauft und in der Folge saniert.
Die Grundsteinlegung für den Neubau der Albrecht-Dürer-Schule, Berufskolleg der Stadt Düsseldorf (meist kurz Albrecht-Dürer-Kolleg genannt), erfolgte im September 2016. Mit den Abrissarbeiten der alten BEA-Firmengebäude wurde Anfang 2017 der Bau des Mühlenquartiers begonnen. Die Fertigstellung von 400 neuen Wohnungen ist für 2019 geplant.